# Plantilla 2008-2009 Athletic Club de Bilbao
La Plantilla de l'Athletic Club de Bilbao a la temporada 2008-2009 fou:
| N. | Pos. | Nac. | Jugador             |
| -- | ---- | --- | ------------------- |
| 1  | POR  | [[Fitxer:Bandera de Navarra.svg\|23x15px\|border \|alt=Navarra\|link=Selecció de futbol de Navarra\|{{#if:\|]]                     | Gorka Iraizoz       |
| 3  | DEF  | [[Fitxer:Flag of the Basque Country.svg\|23x15px\|border \|alt=País Basc\|link=Selecció de futbol del País Basc\|{{#if:\|]]        | Koikili             |
| 4  | DEF  | [[Fitxer:Flag of the Basque Country.svg\|23x15px\|border \|alt=País Basc\|link=Selecció de futbol del País Basc\|{{#if:\|]]        | Ustaritz            |
| 5  | DEF  | [[Fitxer:Flag of Venezuela.svg\|23x15px\|border \|alt=Veneçuela\|link=Selecció de futbol de Veneçuela\|{{#if:\|]]                  | Fernando Amorebieta |
| 6  | MIG  | [[Fitxer:Flag of the Basque Country.svg\|23x15px\|border \|alt=País Basc\|link=Selecció de futbol del País Basc\|{{#if:\|]]        | Joseba del Olmo     |
| 7  | MIG  | [[Fitxer:Flag of La Rioja (with coat of arms).svg\|23x15px\|border \|alt=La Rioja\|link=Selecció de futbol de la Rioja\|{{#if:\|]] | David López         |
| 8  | MIG  | [[Fitxer:Flag of the Basque Country.svg\|23x15px\|border \|alt=País Basc\|link=Selecció de futbol del País Basc\|{{#if:\|]]        | Joseba Garmendia    |
| 9  | DAV  | [[Fitxer:Bandera de Navarra.svg\|23x15px\|border \|alt=Navarra\|link=Selecció de futbol de Navarra\|{{#if:\|]]                     | Fernando Llorente   |
| 10 | MIG  | [[Fitxer:Flag of the Basque Country.svg\|23x15px\|border \|alt=País Basc\|link=Selecció de futbol del País Basc\|{{#if:\|]]        | Francisco Yeste     |
| 11 | MIG  | [[Fitxer:Flag of the Basque Country.svg\|23x15px\|border \|alt=País Basc\|link=Selecció de futbol del País Basc\|{{#if:\|]]        | Igor Gabilondo      |
| 12 | DAV  | [[Fitxer:Flag of the Basque Country.svg\|23x15px\|border \|alt=País Basc\|link=Selecció de futbol del País Basc\|{{#if:\|]]        | Iñigo Vélez         |
| 13 | POR  | [[Fitxer:Flag of the Basque Country.svg\|23x15px\|border \|alt=País Basc\|link=Selecció de futbol del País Basc\|{{#if:\|]]        | Armando             |
| 14 | MIG  | [[Fitxer:Flag of the Basque Country.svg\|23x15px\|border \|alt=País Basc\|link=Selecció de futbol del País Basc\|{{#if:\|]]        | Markel Susaeta      |
| 15 | DEF  | [[Fitxer:Flag of the Basque Country.svg\|23x15px\|border \|alt=País Basc\|link=Selecció de futbol del País Basc\|{{#if:\|]]        | Andoni Iraola       |

| N. | Pos. | Nac. | Jugador                    |
| -- | ---- | --- | -------------------------- |
| 16 | MIG  | [[Fitxer:Bandera de Navarra.svg\|23x15px\|border \|alt=Navarra\|link=Selecció de futbol de Navarra\|{{#if:\|]]              | Pablo Orbaiz               |
| 17 | DAV  | [[Fitxer:Flag of the Basque Country.svg\|23x15px\|border \|alt=País Basc\|link=Selecció de futbol del País Basc\|{{#if:\|]] | Joseba Etxeberria (Capità) |
| 18 | MIG  | [[Fitxer:Bandera de Navarra.svg\|23x15px\|border \|alt=Navarra\|link=Selecció de futbol de Navarra\|{{#if:\|]]              | Carlos Gurpegi             |
| 19 | DEF  | [[Fitxer:Flag of the Basque Country.svg\|23x15px\|border \|alt=País Basc\|link=Selecció de futbol del País Basc\|{{#if:\|]] | Ander Murillo              |
| 20 | DEF  | [[Fitxer:Flag of the Basque Country.svg\|23x15px\|border \|alt=País Basc\|link=Selecció de futbol del País Basc\|{{#if:\|]] | Aitor Ocio                 |
| 21 | DAV  | [[Fitxer:Bandera de Navarra.svg\|23x15px\|border \|alt=Navarra\|link=Selecció de futbol de Navarra\|{{#if:\|]]              | Ion Vélez                  |
| 22 | MIG  | [[Fitxer:Bandera de Navarra.svg\|23x15px\|border \|alt=Navarra\|link=Selecció de futbol de Navarra\|{{#if:\|]]              | Iñaki Muñoz                |
| 23 | DEF  | [[Fitxer:Flag of the Basque Country.svg\|23x15px\|border \|alt=País Basc\|link=Selecció de futbol del País Basc\|{{#if:\|]] | Javier Casas               |
| 24 | MIG  | [[Fitxer:Bandera de Navarra.svg\|23x15px\|border \|alt=Navarra\|link=Selecció de futbol de Navarra\|{{#if:\|]]              | Javi Martínez              |
| 25 | POR  | [[Fitxer:Flag of the Basque Country.svg\|23x15px\|border \|alt=País Basc\|link=Selecció de futbol del País Basc\|{{#if:\|]] | Iñaki Lafuente             |
| 26 | MIG  | [[Fitxer:Flag of the Basque Country.svg\|23x15px\|border \|alt=País Basc\|link=Selecció de futbol del País Basc\|{{#if:\|]] | Ander Iturraspe            |
| 42 | MIG  | [[Fitxer:Flag of the Basque Country.svg\|23x15px\|border \|alt=País Basc\|link=Selecció de futbol del País Basc\|{{#if:\|]] | Mikel Balenziaga           |
| 47 | DEF  | [[Fitxer:Flag of the Basque Country.svg\|23x15px\|border \|alt=País Basc\|link=Selecció de futbol del País Basc\|{{#if:\|]] | Xabi Etxebarria            |
| -- | DAV  | [[Fitxer:Flag of the Basque Country.svg\|23x15px\|border \|alt=País Basc\|link=Selecció de futbol del País Basc\|{{#if:\|]] | Gaizka Toquero             |